# Пок, Алекс
Алекс Пок (англ. Alex Pauk) — канадский композитор и дирижёр конца XX и начала XXI века, основатель Esprit Orchestra. Трёхкратный лауреат Премии лейтенант-губернатора Онтарио с Esprit Orchestra, лауреат Композиторской премии имени Луиса Эпплбаума (2003) и Премии Молсона (2007).

## Биография
Родился в 1945 году в Торонто. В 1970 году получил первую степень на музыкальном отделении Торонтского университета, а через год степень бакалавра педагогики. С 1970 по 1972 год посещал организованные Советом искусств Онтарио курсы композиции, на которых преподавали Карел Анчерл, Виктор Фельдбрилл и Бойд Нил, а в 1972—1973 годах Школу музыки Тохо Гакуэн в Токио. С 1973 года живёт в Ванкувере. Участвовал в создании нескольких композиторских организаций, до 1975 года преподавал в молодёжном музыкальном центре Куртенэ и до 1978 года в Ванкуверском общинном колледже. Дирижировал Ванкуверским молодёжным оркестром (1974—1978) и Национальным молодёжным оркестром Канады (1974—1980). В 1975 году газетой «Vancouver Sun» был назван музыкантом года в Ванкувере.
В 1978—1979 году Пок, получив грант от Совета Канады по искусству, отправляется учиться в Европу. По возвращении в Канаду он обосновался в Торонто. В течение нескольких лет он занимается в основном сочинением музыки для кино и живого исполнения. В 1983 году он становится основателем и первым дирижёром Esprit Orchestra, единственного крупного канадского симфонического оркестра (65 человек в основном составе), исполняющего исключительно новую музыку. С 1983 по 2008 год оркестр под руководством Пока исполнил более 70 новых произведений канадских композиторов разных поколений. В исполнении оркестра впервые в Канаде звучали новые произведения таких иностранных мастеров, как Джон Адамс, Луи Андриссен, Дьёрдь Лигети, Магнус Линдберг, Кшиштоф Пендерецкий, Тору Такемицу и Альфред Шнитке. Концерты Esprit Orchestra проходили в рамках олимпийского фестиваля искусств в Калгари в 1988 году, Международной музыкальной недели «Гаудеамус» в Нидерландах (1999) и Международного фестиваля новой музыки в Монреале (2005). Оркестр записал шесть дисков с фирмой CBC Records и саундтреки к фильмам Атома Эгояна и к фильму Дона Мак-Келлара «Последняя ночь» (последняя была написана самим Поком и его женой Алексиной Луи). Трижды (в 1996, 1998 и 2000 годах) оркестр удостаивался Премии лейтенант-губернатора Онтарио в области искусства.
Помимо Esprit Orchestra, Пок выступал с такими ведущими канадскими коллективами, как Торонтский, Монреальский и Ванкуверский симфонические оркестры, а также Ванкуверский оркестр CBC. С 1983 по 1989 год он был председателем Канадской лиги композиторов.

## Творчество
К 2008 году Алекс Пок создал более 60 концертных произведений, не считая музыки для кино и телевидения. Большинство его концертных работ были написаны на заказ (среди прочих, для CBC, Квебекского симфонического оркестра, Национального молодёжного оркестра, Ванкуверского общества современной музыки и кларнетиста Джеймса Кэмпбелла). Постоянное соприкосновение с современной музыкой в качестве дирижёра наложило отпечаток на его собственный стиль, в котором эклектичным образом сочетаются джаз, поп-музыка и этническая музыка. В разных произведениях Пока использованы мотивы балканского и ближневосточного музыкального фольклора и музыки гамеланов. Более поздние работы Пока, созданные в 1990-х и начале 2000-х годов, тяготеют к мультидисциплинарности, сочетая симфоническую музыку и танец («Прощание с раем», 1996) или оркестровую музыку, 16-канальный объёмный звук с использованием нескольких видеоэкранов и скульптуры из материи («Пьеса прикосновений», 2003).

## Признание
Помимо наград, завоеванных Esprit Orchestra, Алекс Пок удостоен ряда персональных наград и званий. В 1999 году Ассоциация музыкантов Торонто признала его музыкантом года. В 2002 году вместе с женой он получил престижную Композиторскую премию имени Луиса Эпплбаума, присуждаемую за создание музыки для кино и телевидения, а в 2007 году Премию Молсона, вручаемую ежегодно за большой вклад в области искусства и общественных наук. Жюри, присуждавшее Премию Молсона особо отметила заслуги Пока в приобщении молодёжи и поклонников традиционной симфонической музыки к новым стилям в музыке.
Саундтреки Пока дважды выдвигались на соискание национальных премий. В 1986 году на премию Ассоциации канадских кино-, теле- и радиоартистов (ACTRA) была выдвинута его музыка к анимационному фильму Blackberry Subway Jam, а в 1999 году его совместная работа с Алексиной Луи над музыкой к фильму «Последняя ночь» удостоилась номинации на кинопремию «Джини».